# Grażyna Bacewicz

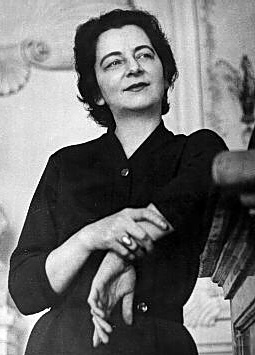
Grażyna Bacewicz

Grażyna Bacewicz (* 5. Februar 1909 in Łódź; † 17. Januar 1969 in Warschau) war eine polnische Komponistin. Ihr und ihrem Bruder Kiejstut Bacewicz zu Ehren trägt die Musikakademie Łódź ihren Namen. Sie war die Schwester der Lyrikerin und Journalistin Wanda Bacewicz.

## Leben
Bacewicz erhielt ihre erste Ausbildung in den Fächern Klavier, Violine und Komposition bei ihrem litauischstämmigen Vater Vincas Bacevičius. Sie trat bereits als Kind auf und komponierte ihr erstes Werk im Alter von dreizehn Jahren. 1928 begann sie an der Universität Warschau ein Philosophiestudium. An der Musikakademie Warschau studierte sie Komposition bei Kazimierz Sikorski, Violine bei Józef Jarzębski und Klavier bei Józef Turczyński. Seit Anfang der 1930er Jahre studierte sie in Paris Komposition bei Nadia Boulanger und Violine bei André Touret und Carl Flesch. Von 1934 bis 1935 und nach 1945 unterrichtete sie am Konservatorium in Łódź, danach lebte sie in Warschau. 1935 nahm sie am Internationalen Wieniawski-Wettbewerb in Warschau teil, 1936 bis 1938 saß sie als Konzertmeisterin im Orchester des Polnischen Rundfunks. Vor dem Zweiten Weltkrieg konzertierte sie in ganz Europa, wobei sie oft von ihrem Bruder Kiejstut am Klavier begleitet wurde. Ab 1953 widmete sie sich ganz der Komposition und dem Unterrichten; seit 1963 tat sie dies auch am Warschauer Konservatorium. Daneben war sie auch als Schriftstellerin erfolgreich, in Polen erschienen mehrere ihrer Erzählungen und Romane. Zu ihren Schülern zählte Piotr Moss. Sie war Jurorin vieler internationaler Violinwettbewerbe. Ein weiterer Bruder von ihr war der litauische Komponist Vytautas Bacevičius.

## Werk
Bacewicz komponierte eine Funkoper (Przygoda Króla Artura, 1959), drei Ballette, vier nummerierte Sinfonien und weitere Orchesterwerke, mehrere Instrumentalkonzerte, darunter sieben Violinkonzerte, ferner zahlreiche Kammermusikwerke, eine Kantate und Lieder. Ihre Musik ist im Wesentlichen neoklassizistisch, wobei im letzten Schaffensjahrzehnt modernistische Techniken integriert werden. Sie gilt als Meisterin der Instrumentation und ist eine der bedeutendsten Vertreterinnen der modernen polnischen Musik.